# Middle Of The Road

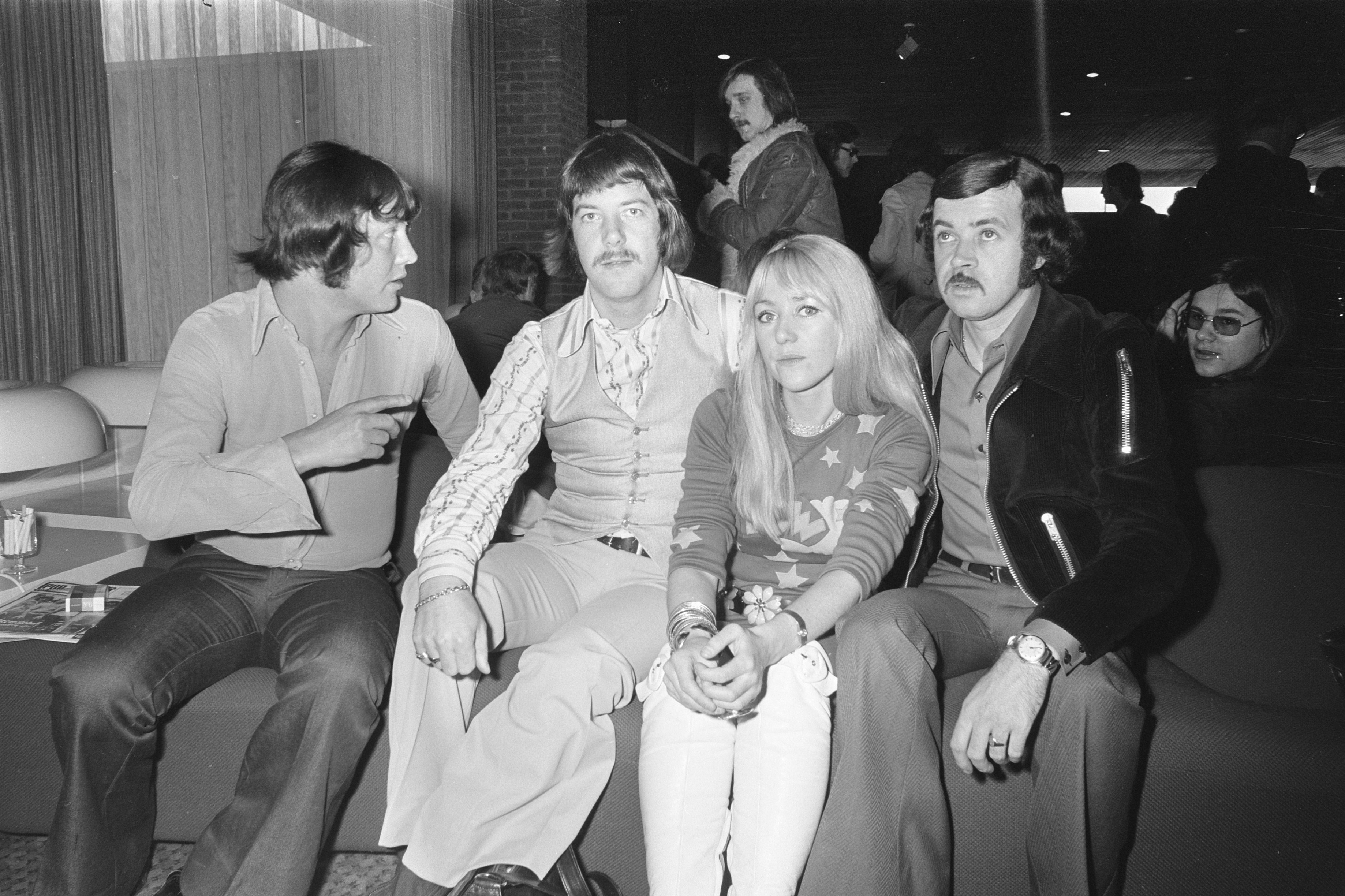
Middle of the Road, 1972.

Middle Of The Road — шотландський поп-гурт, утворений наприкінці 1960-х років у Глазго. До першого складу гурту ввійшли: Саллі Карр (Sally Carr), 28.03.1949, Глазго, Шотландія — вокал; Ерік Кемпбелл-Льюїс (Eric Campbell-Lewis) — бас, фортепіано, вокал; Єн Кемпбелл-Льюїс (Ian Campbell-Lewis) — гітара, вокал. та Кен Ендрю Боллентайн (Ken Andrew Ballentyne) — ударні, вокал.
Дебютував гурт виступаючи в Європі під назвою Los Caracas, пропонуючи репертуар, що складався з різних південно-американських мелодій. 1970 року вже як Middle Of The Road гурт уклав угоду з італійським відділенням фірми «RCA». Middle Of The Road потрапили під опіку авторської спілки Маріо Капуано — Госі Капуано — Халолд Стотт Рубірос, яка почала постачати гурту безпретензійні, дуже мелодійні пісні.
Першим хітом гурту стала їх версія твору «Chirpy Chirpy Cheep Cheep», яка виявилась кращою, ніж у конкуруючого дуету Мас & Katie Kisson, і влітку 1971 року майже п'ять тижнів очолювала британський чарт. Наступна пропозиція Middle Of The Road — пісня про два ворогуючих шотландських клани «Twedle Dee, Twedle Dum» — ще до появи на британському музичному ринку потрапила на вершини чартів у Швеції, Данії та Норвегії, а у самій Британії цей твір піднявся до другого місця.
На початку 1970-х років Middle Of The Road зробили ще кілька хітів, наприклад, «Soley Soley», «Sacramento» та «Samson & Delilah», а здобута завдяки ним популярність забезпечила згодом високу позицію на сценах кабаре. 1973 року до гурту приєднався гітарист Ніл Хендерсон (Neal Henderson).

## Дискографія
- 1971: Middle Of The Road
- 1971: Acceleration
- 1972: The Best Of Middle Of The Road
- 1973: Drive On
- 1974: Music Music
- 1990: The Original Hits
- 1992: The Collection